# 馬場公彥
馬場公彥（1958年—）是一名日本的中國研究者、編輯。

## 生平
出身是長野縣伊那市，畢業於北海道大學研究院東洋哲学研究科。其後35年間任職於出版界，在2013年岩波現代全書創刊時擔任編集長。2010年畢業於早稲田大學亞洲太平洋研究科博士課程，以「戰後日本輿論界中國論的變遷：1945-1972 以綜合雜誌關聯文章的歷年推移為例」（「戦後日本論壇における中国論の変遷1945-1972 総合雑誌関連記事の歴年推移をたどって」）研究為題取得學術博士。
1983-1988年任職於東方書店，1989-2019年株式会社岩波書店，從2019年起擔任北京大學外國語學院的外国人教師。2015年起亦擔任中國傳媒大學新聞傳播學院・傳播研究研究國際傳播中心名譽教授。專門為東亞論・中日關係論・媒體論。

## 著作
- 『『緬甸的豎琴』をめぐる戦後史』法政大学出版局, 2004.12
- 『戦後日本人の中国像 日本敗戦から文化大革命・日中復交まで』新曜社, 2010.9
- 『現代日本人の中国像 日中国交正常化から天安門事件・天皇訪中まで』新曜社, 2014.5
- 『世界史のなかの文化大革命』平凡社新书 2018.9

## 論文
- <馬場公彦